# Ульянова, Ольга Ильинична

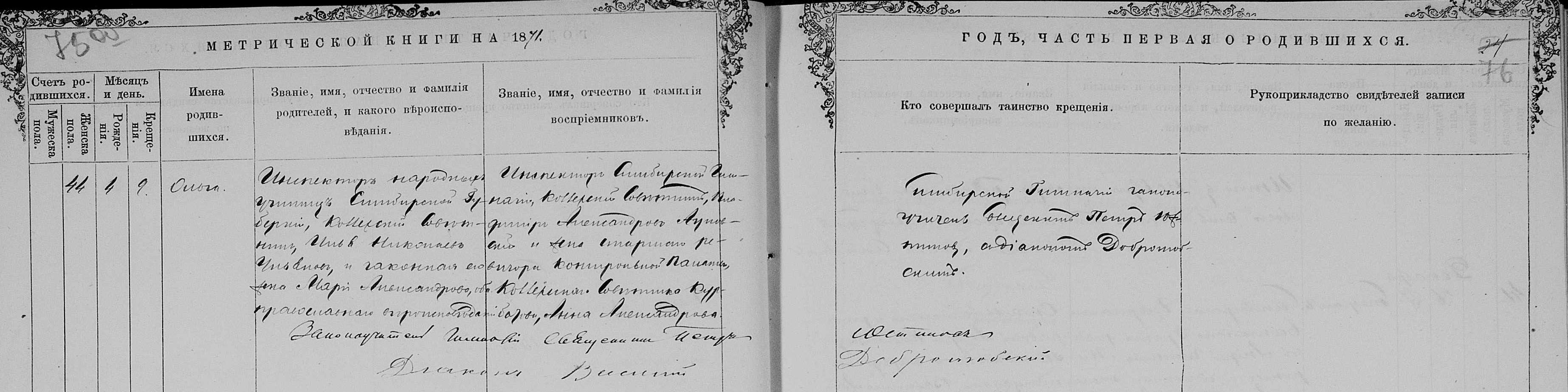
Запись в метрической книге о рождении Ольги Ильиничны Ульяновой.

О́льга Ильи́нична Улья́нова (4 [16] ноября 1871, Симбирск — 8 [20] мая 1891, Санкт-Петербург) — младшая сестра Владимира Ильича Ленина (Ульянова).

## Биография

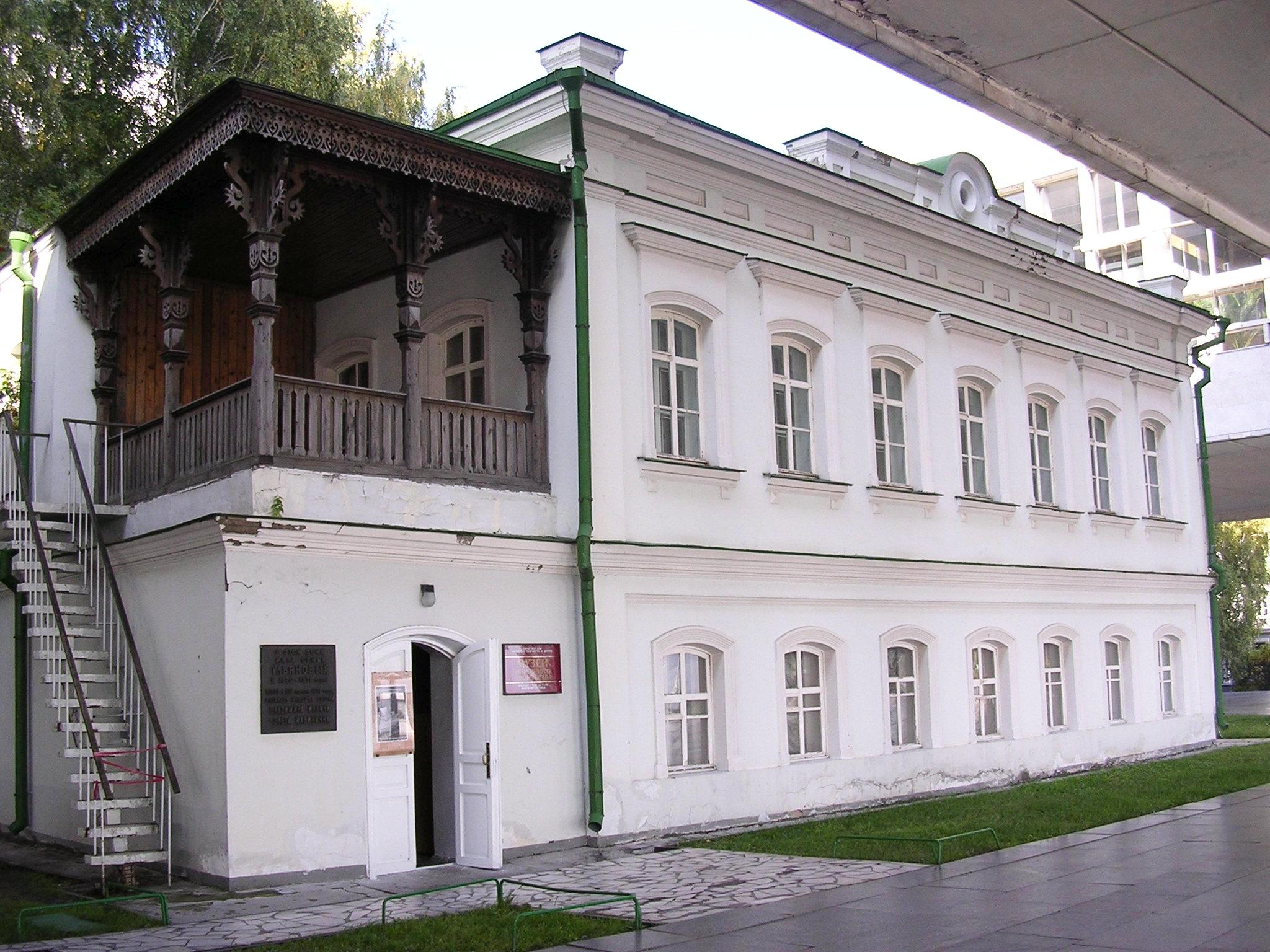
Дом, в котором родилась Ольга Ульянова (Дом А. С. Прибыловской).

Родилась 4 (16) ноября 1871 года в Симбирске и была четвертым ребёнком в семье Ильи Николаевича и Марии Александровны Ульяновых. 
Крестили в Тихвинской церкви (Симбирск) 9 (21) ноября 1871 года, восприемниками стали: инспектор Симбирской гимназии, коллежский советник, Владимир Александрович Ауновский и жена старшего ревизора контрольной палаты, коллежского советника Курбатова, Анна Александровна.

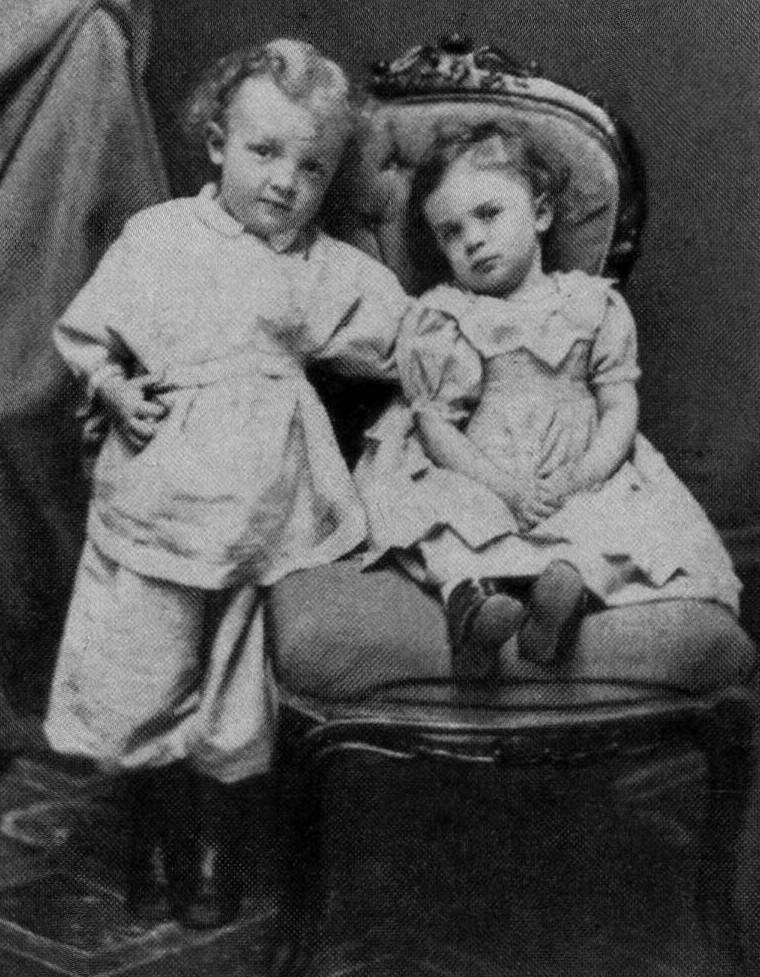
Оля(3 года) со старшим братом Володей (4 года) в детстве, Симбирск, 1874 г.

Считается, что именно Ольга была наиболее близка в детстве к своему старшему брату Владимиру.
В семь лет мать определила Олю в 3-е отделение Первого женского приходского училища, однако через один год учёбы родителям показалось, что для следующего, 4-го отделения девочка чересчур мала, поэтому с ней дома стала заниматься старшая сестра Анна. 

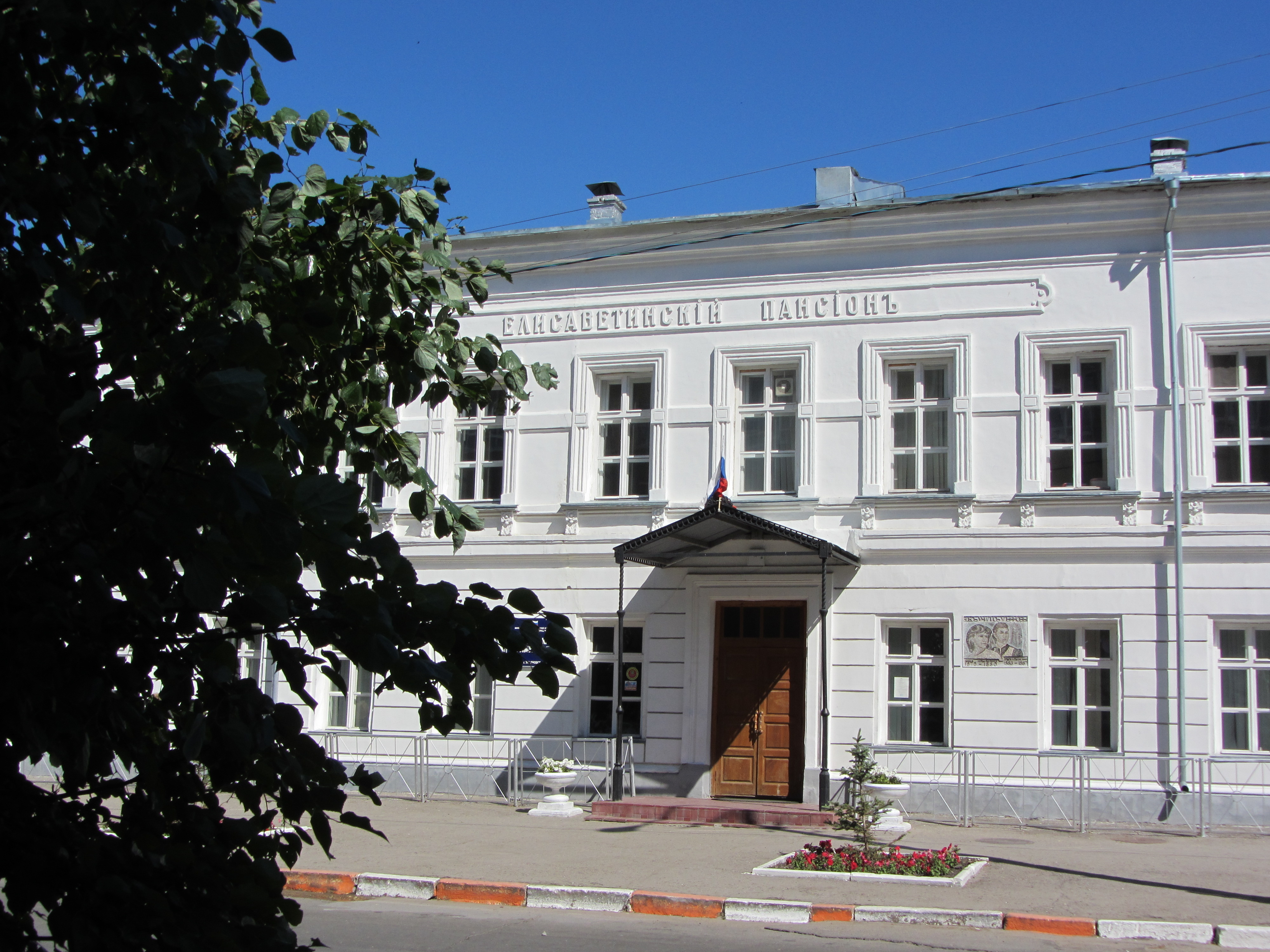
Мариинская женская гимназия, где училась Ольга Ульянова

В 1883—1887 годах она училась в Симбирске в Мариинской женской гимназии, в той же, что и её старшая сестра Анна. Гимназию возглавлял Ф. М. Керенский, одновременно являвшийся директором Симбирской мужской классической гимназии, где обучался Владимир. Несмотря на успешное (с золотой медалью) окончание гимназии, в Самаре, где семья Ульяновых проживала с 1889 года, ей было отказано в должности учительницы, так как она являлась родной сестрой казнённого в 1887 году государственного преступника Александра Ульянова.
Лишь в апреле 1890 года Ольга получила «свидетельство о благонадёжности» и осенью 1890 года была принята на Высшие женские (Бестужевские) курсы в Санкт-Петербурге. Там она училась на физико-математическом отделении. Рисовала, знала английский, немецкий, французский, шведский языки, изучала также латынь и итальянский. Мечтала стать врачом.
Через полгода учёбы Ольга Ульянова заболела брюшным тифом и умерла в Александровской городской больнице на 20-м году жизни 8 (20) мая 1891 года, точно в день 4-й годовщины казни старшего брата.
Похоронена в Петербурге на Литераторских мостках Волковского кладбища.

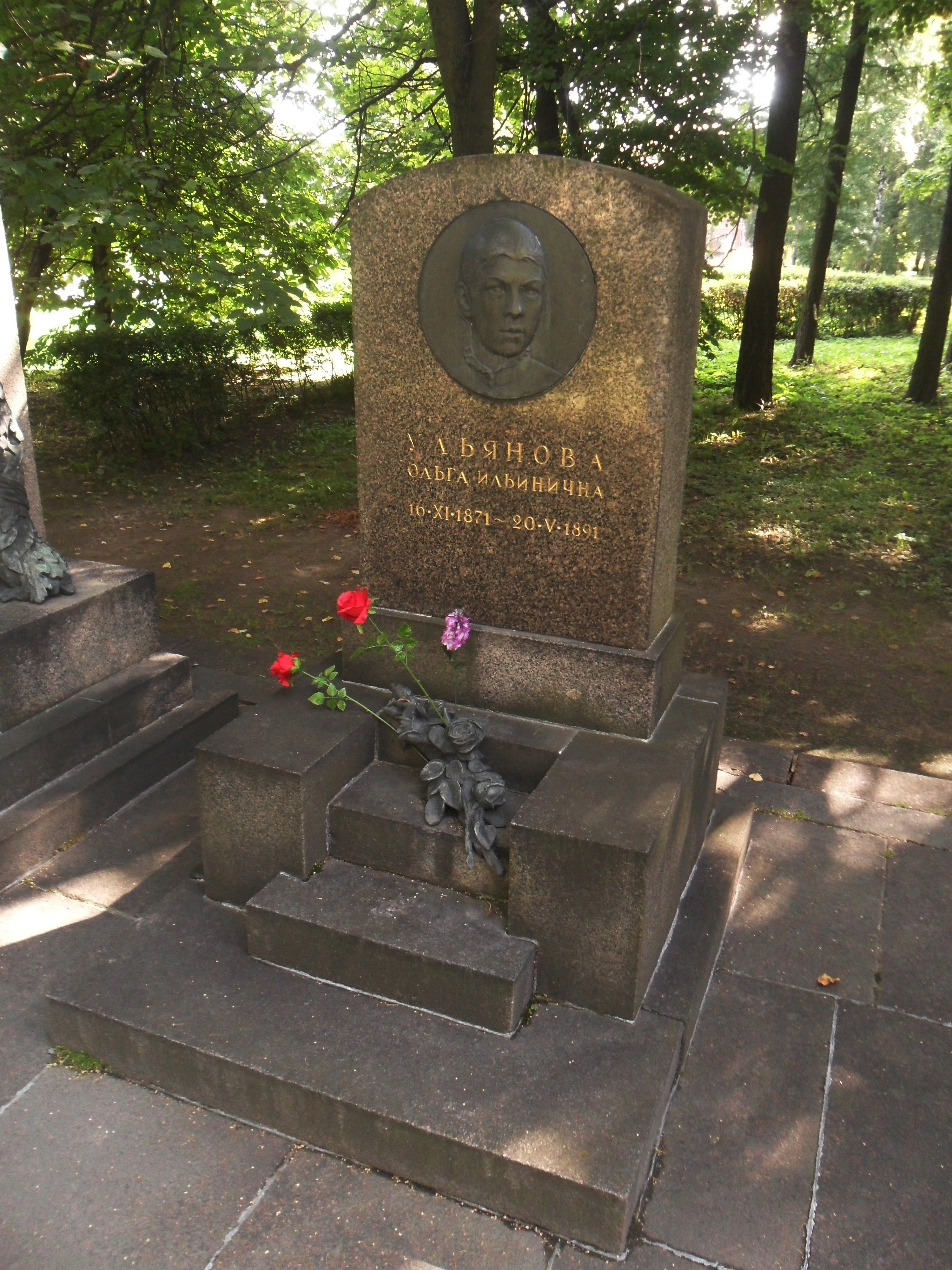
Могила Ольги Ульяновой на Литераторских мостках в Санкт-Петербурге.

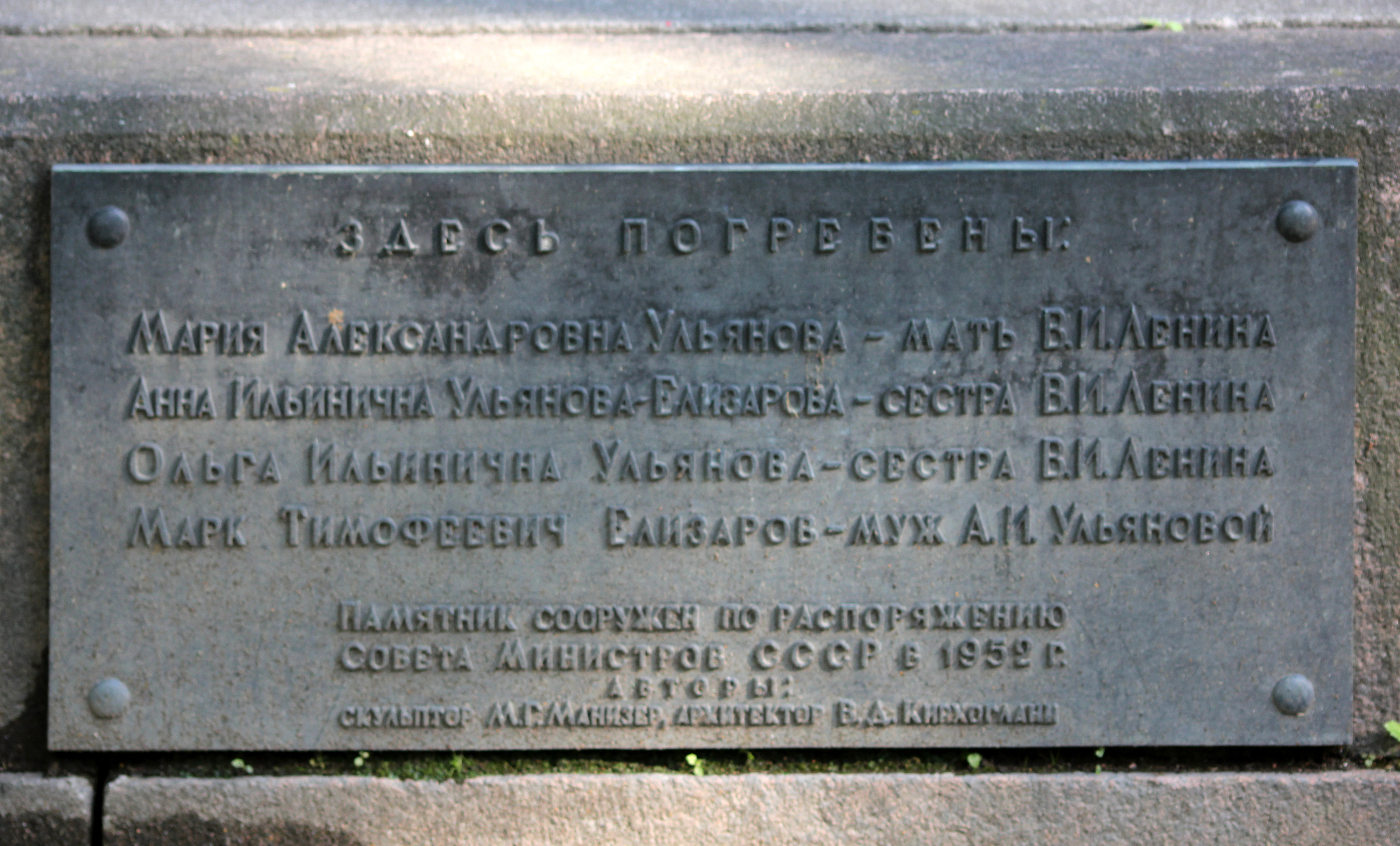
Доска на семейном мемориале Ульяновых на Литераторских мостках с фамилией Ольги Ильиничны.

## Память
- В 1969 году постановлением Совета Министров РСФСР средней общеобразовательной трудовой политехнической  школе № 3 присвоено имя Анны и Ольги Ульяновых (ныне МБОУ «Мариинская женская гимназия» (город Ульяновск)[7].
- Памятная доска на здании Мариинской гимназии (Ульяновск).
- На здании Первого женского училища в Ульяновске (ул. Энгельса, 8), есть мемориальная доска.
- В 1957 году на к/с Мосфильм, по пьесе Ивана Попова «Семья», режиссёром В. Невзоровым был снят х/ф «Семья Ульяновых». В роли Ольги — Нина Крачковская.
- В 1965 году в Советском Союзе был снят фильм «Сердце матери» (режиссёр — Марк Донской). Фильм о семье Ульяновых, снятый на основе одноимённой книги Зои Воскресенской. Роль Ольги сыграла Нина Акимова.
- В 1965 году был снят советский художественный фильм режиссёра Михаила Ершова по сценарию Юрия Яковлева «Первая Бастилия». Роль Ольги сыграла Людмила Суздальская.

Памятная доска на здании Мариинской гимназии (Ульяновск).
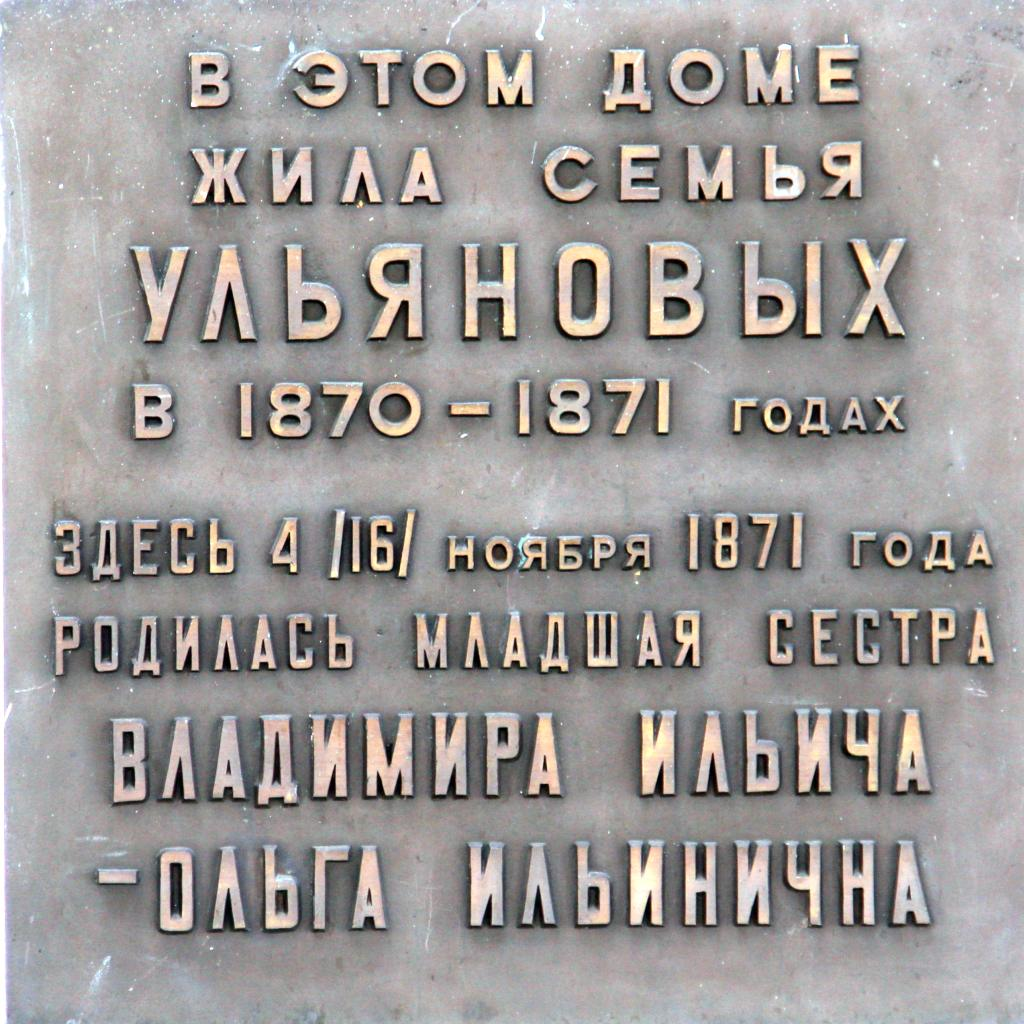
Мемориальная доска на усадьбе Прибыловской.
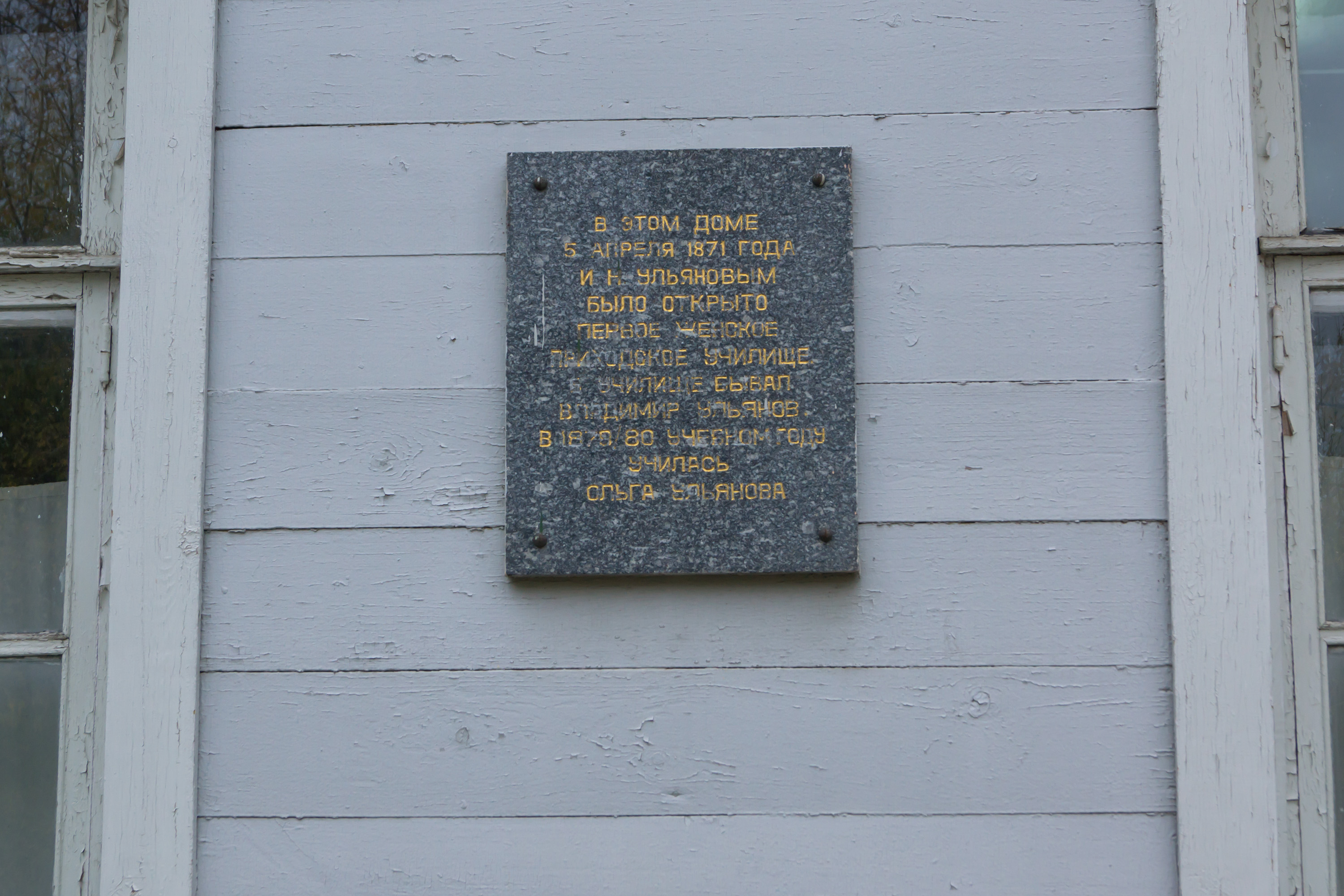
Мемориальная доска на доме Первого женского училища, в котором училась Ольга Ульянова, в 1879 / 80 гг.
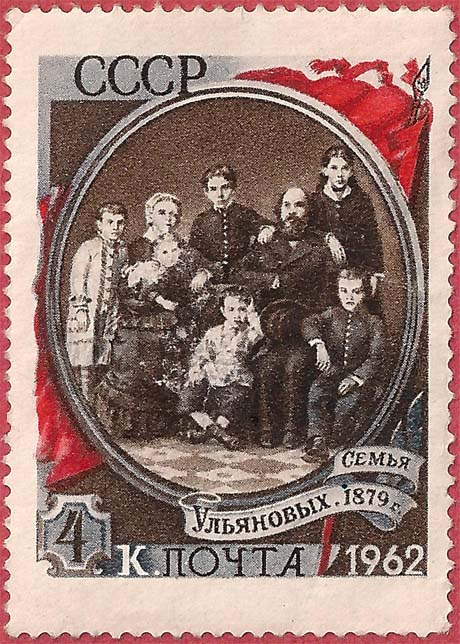
Почтовая марка СССР 1962 г. «Семья Ульяновых», крайняя слева стоит — Ольга.
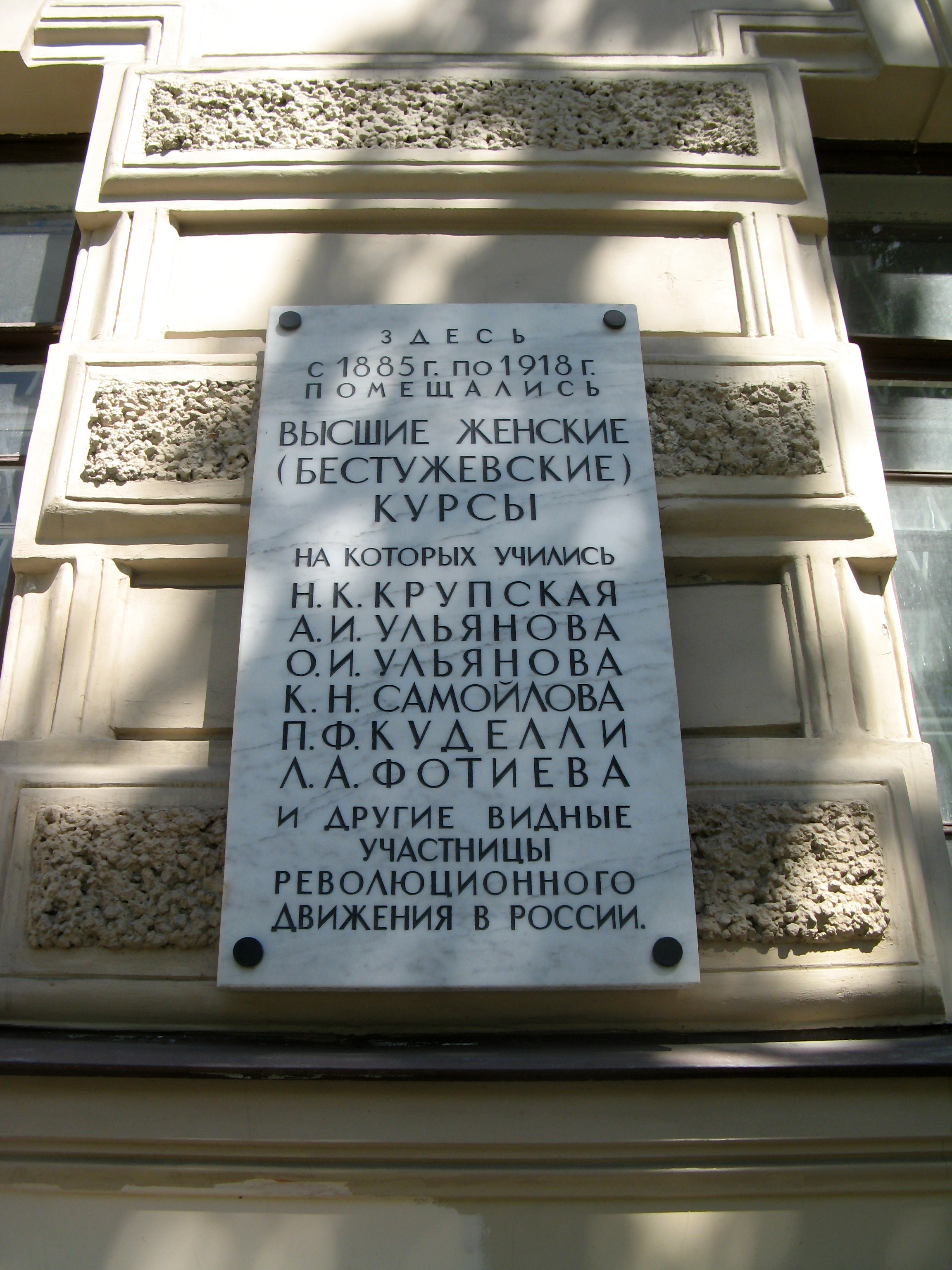
Мемориальная доска на здании Бестужевских курсов, где училась Ольга Ульянова.